# Júlia Sebestyén
Júlia Sebestyén (pronunție în maghiară [ˈjuːliɒ ˈʃɛbɛʃceːn]; n. 14 mai 1981, Miskolc, Ungaria) este o patinatoare maghiară retrasă din activitate. Ea a fost campioană europeană în 2004 și campioană națională a Ungariei între anii 2002 și 2010. La Campionatul European de Patinaj artistic din 2004, ea a devenit prima femeie maghiară care a câștigat titlul european. Ea a făcut parte din echipa olimpică a Ungariei de patru ori și a fost portdrapelul echipei Ungariei la Jocurile Olimpice din anul 2010.

## Viața personală
Júlia Sebestyén s-a născut pe 14 mai 1981 în Miskolc, Ungaria. Numele ei complet în limba maghiară este Gór-Sebestyén Júlia.

## Cariera
Júlia Sebestyén a început patinajul la vârsta de trei ani, practicându-l pe patinoarul din aer liber din Tiszaújváros. La vârsta de 13 ani s-a mutat la Budapesta, unde a avut condiții mai bune de antrenament. Antrenorul ei a fost András Száraz.
Júlia a început să concureze la nivel internațional la senioare în 1995. A debutat la Campionatul European din 1995, unde s-a clasat pe locul al cincisprezecelea. Ea a concurat la Jocurile Olimpice de Iarnă din 1998, unde a obținut tot locul al 15-lea. În sezonul post-olimpic 1998-1999, Júlia Sebestyén a concurat la junioare și la senioare. În timpul verii anului 2000, ea s-a antrenat în Rusia, Slovacia, Suedia, Anglia și Statele Unite ale Americii, din cauza lipsei facilităților de antrenament din Ungaria. În anul 2000, patinoarul din Budapesta a ars, forțând-o să se antreneze pe un patinoar în aer liber dintr-un parc din oraș.
În 2004, ea a câștigat Campionatul European de Patinaj artistic, devenind prima femeie maghiară care a câștigat acest concurs.

## Legături externe
Materiale media legate de Júlia Sebestyén la Wikimedia Commons
- Júlia Sebestyén pe site-ul Uniunii Internaționale de Patinaj
- hu  Site web oficial
- en Júlia Sebestyén la Olympedia.org